# Dolní Újezd (okres Přerov)
Obec Dolní Újezd (německy Unter Aujest, dříve psáno Unter Augest) se nachází v okrese Přerov v Olomouckém kraji. Leží zhruba 4,5 km severozápadně od Lipníka nad Bečvou a 21 km východně od Olomouce. Vesnice se rozprostírá na úpatí Oderských vrchů v údolí Moravské brány, historicky patřící na hranici Záhoří a Hané. Obec se nachází v nadmořské výšce 285 m n. m. Celkově zde žije přibližně 1 200 obyvatel, v Dolním Újezdě samotném žije přibližně 600 obyvatel.

## Části obce
- Dolní Újezd
- Skoky
- Staměřice

## Historie
Nejstarší písemná zmínka o obci pochází z roku 1322, ale nedochovala se v originále. Nejstarší dochovaná zmínka pochází z roku 1356 a vztahuje se k části Újezda zvané Vladyčí. Samo jméno osady Újezd ukazuje na způsob kolonizace krajiny. Vesnice byla založena tak, že zakladatel, dostal od majitele panství (v tomto případě to byli páni z Kravař na panství hradu Helfštýn), k založení nové vesnice určité území. Jeho velikost byla dána obvodem, který byl schopen ujet na koni za určitou časovou jednotku, a tou byl nejčastěji den (přesněji od východu do západu slunce). V případě Vladyčího Újezda byl zakladatelem vladyka či vladykové, patřil mu dvůr, který stál ve vesnici na nejlepším místě a měl i nejlepší půdu. Dnešní název Dolní, je zřejmě stejně starý jako název Vladyčí a vznikl proto, že na helfštýnském panství byly ještě na počátku 16. století hned tři Újezdy – Vladyčí (dnes Dolní), Horní či Volavý (Velký) a Vysoký (Horní).
Dolní Újezd byl tedy rozdělen na dvě části – vladyčí patřící vladykům, kde stály jejich dvory a je relativně značné množství údajů o jejich držitelích a převodech a panskou část, kde jsou naopak dlouhou dobu zprávy spíše útržkovité a často jde jen o prodeje celého panství, kde je obec zmíněna, či o privilegia platná pro všechny obce na panství. Vladyčí část byla nejspíše do 16. století pouze v majetku svobodných držitelů, ale postupně byla vykoupena majiteli panství a posléze se tak změnila ve svobodná dvorství, která již byla vázána na majitele panství. Panská část byla běžnou zemědělskou vsí, odvádějící vrchnosti nejprve naturální a posléze peněžité dávky, přičemž obec byla naturálních a robotních povinností postupně zproštěna privilegii, která je převáděla na výhodnější peněžitou dávku. V roce 1512 povolil v Dolním Újezdě Vilém z Pernštejna první mlýn o dvou kolech a obec se postupně vzmáhala. Tak jako na celé Moravě však pro Újezd znamenala pohromu třicetiletá válka, hlavně její závěrečná část, kdy zpustla takřka polovina obce. Byť v následujících staletích došlo ještě k několika válečným konfliktům, byl tento naštěstí poslední s tak velkým poškozením. Katastrofy pak pro Újezd znamenaly spíše požáry či epidemie nemocí. Obec se postupně rozvíjela, přičemž velký rozmach nastal na konci 18. století v souvislosti se stavbou tzv. císařské silnice. Od té doby je totiž doložen výrazný nárůst řemesel, nejprve těch souvisejících s dopravou (kovářství, kolářství) a posléze dalších.
V této souvislosti vznikla také nad Dolním Újezdem osada Skoky, kde byl nejprve postaven jen zájezdní hostinec „U zeleného stromu“, ale posléze zde postupně vznikla osada celá. Zajímavé je, že vznik Skoků zaregistrovali poprvé až na berním úřadě v Praze, neboť vrchnost pozemky prodávala postupně a protože se jí z nich platilo, faktický vznik nové kolonie jaksi nezaregistrovala. S rozvojem obce v 18. století souviselo také postavení nejstaršího kostelíka sv. Havla v letech 1775/6 a od roku 1786 zde bylo zřízeno místo lokálního kaplana. V roce 1788 zde dále byla zřízena první škola a v obou případech – duchovním i školském, se Dolní Újezd také stal centrem pro okolní vesnice (Trnávka, Tupec a posléze Skoky). Od poloviny 19. století si místní farář P. Ondřej Rozehnal stěžoval na časté krácení volného času hrou v karty, utrácení peněz za alkohol a kouření tabáku. Všem těmto vlivům také z velké části přikládal vinu na relativně častých požárech a velké bídě domkařů a podruhů. Požáry z roku 1812 a 1862 také způsobily změnu vzhledu domů v Dolním Újezdě, které byly do té doby dřevěné, ale nové již byly stavěny z nepálených cihel „vepřáků“. Když po roce 1848 získala obec samostatnost, došlo k největšímu rozvoji a změnám právě na „obecním poli“. Došlo např. ke sloučení a posléze rozloučení s okolními vesnicemi Trnávkou a Tupcem. Mimo to obec postupně získávala na obecním majetku po sporech o pozemky z bývalého velkostatku. V letech 1846–1849 byl postaven nový kostel sv. Havla a v roce 1859 byla místní kurácie povýšena na faru a posléze byla také postavena nová škola a původní jednotřídka se stala dvojtřídkou. Obec postupně začala vysušovat a rekultivovat podmáčené a neužívané pozemky a pastviny a začala tak vzkvétat také na poli zemědělském a hospodářském. Od roku 1883 se zde pěstoval chmel a v roce 1900 vzniklo Družstvo pro zvelebení chovu hovězího dobytka. V obci také po požáru roku 1907 vznikl v roce 1908 požární sbor, díky němuž již v obci nedošlo k tak závažným požárům jako v minulosti a budova hasičské zbrojnice z roku 1932 svému účelu slouží dodnes.

Pomník padlým a nezvěstným v první světové válce

Byť se první světová válka na českém území neodehrávala, přesto z ní většina vesnic a měst vyšla vlastně s prohrou. Zaplatili ji životem místní občané, kterých v Dolním Újezdě bylo 27 a pět nezvěstných a vzpomínkou na ně je Pomník padlým s uvedením jejich jmen. Po válce se od Dolního Újezda odtrhla nejprve Trnávka a posléze v roce 1923 také Skoky, kde nastaly problémy při přerozdělování společného katastru a spory trvaly až do roku 1933. Co do občanské vybavenosti se však obec dále rozvíjela. Již v roce 1911 byl zřízen pro část obce vodovod, v roce 1928 byla obec elektrifikována, roku 1931 se začala budovat obecní kanalizace a v letech 1930–1933 zde byla zřízena pošta a telefon. Od roku 1925 také v obci místní učitel a osvětový pracovník Antonín Frel vydával vlastivědný sborník Záhorská kronika. V období kdy probíhala druhá světová válka měl Dolní Újezd a jeho obyvatelé většinou štěstí. Jen dva ze tří občanů zatčených za války a odvlečených do koncentračního tábora zemřeli, jeden přežil. Byť se na katastru obce nebojovalo ani na konci války a obec utrpěla jen drobnější materiální ztráty, přesto byl konec války nešťastným. Na cvičišti kozáckého praporu nasazeného proti partyzánům nad vesnicí zahynuli po neopatrné manipulaci s granátem dva hoši. Válečné ztráty však tvořily většinou jen předměty, které buď ukradli Němci při ústupu a nebo Rudá armáda během svého postupu. Přesto však došlo ještě k dalšímu neštěstí, kdy dva školáky z Tupce zabila odhozená munice v převráceném nákladním autě. 
Obec se po válce jako celý stát stala na chvíli opět svobodnou a po únoru 1948 postupně procházela přerodem v socialistickou vesnici. Tak jako jinde zde byli „kulaci“, ale také nesplnitelné dodávky. V obci vzniklo JZD, zlepšil se stav komunikací a postupně se rozšiřovala občanská vybavenost. Dodnes tak slouží zdravotní středisko, prodejna Jednoty, kulturní dům či přístavba školy. Po listopadové revoluci se obec opět vrhnula do zvelebování a dodnes tak byla opravena a vylepšena řada komunikací, byla provedena plynofikace obce, rekonstrukce vodovodu a obecních budov. Obec od roku 1997 má svůj vlastní znak i prapor. V roce 2010 byl do provozu uveden nový sportovní areál. Obec se na konci roku 1998 stala členem mikroregionu Pobečví, ze kterého v roce 2011 vystoupila, od roku 2002 je spolu s Lipníkem, Bohuslávkami, Hlinskem, Jezernicí, Kladníky, Lhotou, Oldřichovem, Osekem nad Bečvou, Týnem nad Bečvou a Veselíčkem členem Mikroregionu Lipensko. Poté, co byla v obci v letech 1783–1786 zřízena tzv. císařská silnice a posléze se z ní stala hlavní spojka z Olomouce do Lipníka nad Bečvou, byl v roce 1970 zbudován obchvat, který ulehčil místním komunikacím. Na sklonku 20. století byla na východním katastru obce zbudována dálnice D35 (tehdy pod označením rychlostní silnice R35). Ta právě u Dolního Újezda křížila přírodní biokoridor, díky kterému zde vznikl ekodukt, v České republice první stavba takového rozsahu. V obci působí také spolky, které se mimo jiné účastní kulturního dění v obci – mimo již jmenovaný sbor dobrovolných hasičů je to Myslivecké sdružení, Český svaz chovatelů a TJ Sokol Dolní Újezd.

## Slavní rodáci
- Antonín Frel (1894–1970), historik a spisovatel
- prof. Jiří Frel (1923–2006), archeolog a historik antického umění na FFUK, emigrant
- Aleš Frel (1949-2024), loutkoherec, arborista a organizátor mistrovství ČR ve stromolezení

## Historie spolků, sportu a kulturního života v Dolním Újezdě
- Místní církevní spolky - doloženy v roce 1901
- Sbor dobrovolných hasičů - založen 5. ledna 1908
- Svornost - čtenářský spolek založený v roce 1908
- Včelařský spolek - založen roku 1919
- obecní knihovna - založena roku 1922
- Místní odbor Národní Jednoty - spolek založen roku 1913, a „obrozen“ roku 1923
- Akademický klub - založen roku 1930
- Spolek pro zvelebování hovězího a vepřového dobytka - místní předchůdce ČSCH, založen roku 1935
- Tělovýchovná jednota „Sokol“ - založena roku 1937
- Národní matice - nástupce Národní Jednoty, oficiálně založen roku 1939
- Farní Charita - založena roku 1943
- Myslivecké sdružení „Lubeň“ - založeno mezi lety 1950 - 1952
- Čsl. ovocnářský a zahrádkářský svaz - založen roku 1958
- Český svaz chovatelů - založen roku 1985

## Starostové a předsedové MNV v Dolním Újezdě
- 1849 - 1864 - František Dvořák
- 1864 - 1870 - Antonín Novák
- 1870 - 1876 - František Kubáč
- 1876 - 1879 - Jan Janáček
- 1879 - 1888 - František Pazdera
- 1888 - 1897 - Josef Novák
- 1897 - 1912 - František Vymětal
- 1912 - 1919 - František Spáčil
- 1919 - 1921 - František Haluzík
- 1921 - 1923 - Štěpán Sedlák
- 1924 - 1928 - František Spáčil
- 1928 - 1932 - František Zendulka
- 1932 - 1937 - Antonín Vymětal
- 1938 - 1945 - Jan Spáčil
- 1945 - Josef Kopeček
- 1946 - 1949 - Metoděj Rada
- 1949 - 1952 - Bedřich Adámek
- 1952 - 1954 - Cyril Pospíšil
- 1954 - 1957 - Bedřich Adámek
- 1957 - 1964 - Eduard Heger
- 1964 - 1969 - Josef Linart
- 1970 - 1990 - Ing. Bohumil Macháň
- 1990 - 2022 - Ing. Eduard Rýček
- 2022 - současnost - Zdislav Ház, DiS.

## Galerie

Kostel sv. Havla
Fara
Obecní úřad
Základní škola
Hasičská zbrojnice